# Капучини (Пезаро и Урбино)
Капучини је насеље у Италији у округу Пезаро и Урбино, региону Марке.
Према процени из 2011. у насељу је живело 3 становника. Насеље се налази на надморској висини од 346 м.